# August Leopold Saß

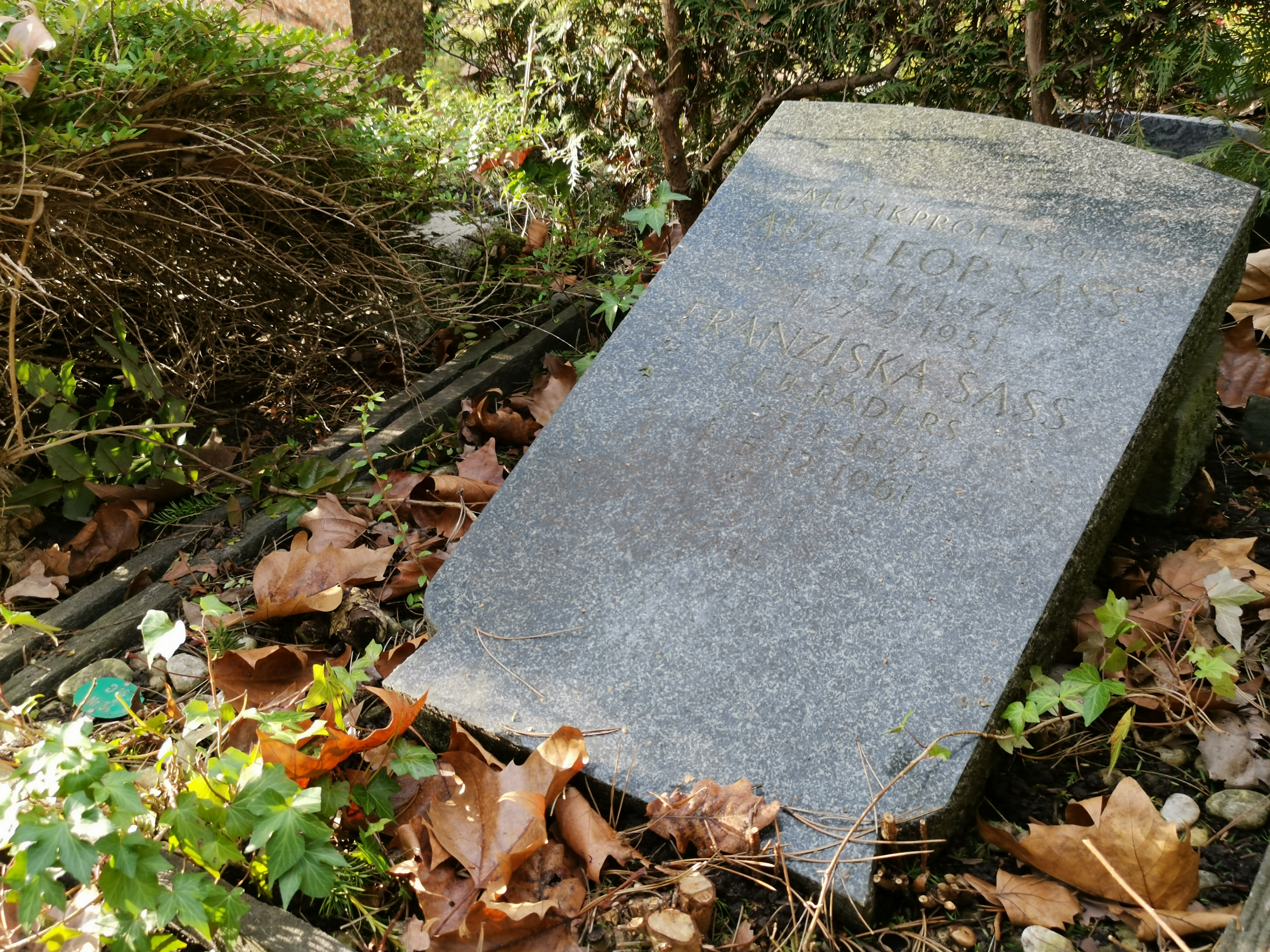
Grab auf dem Friedhof Berlin-Wilmersdorf, Feld D 16

August Louis Leopold Saß (* 9. November 1874 in Bredow, Kreis Randow; † 27. Februar 1951 in Berlin) war ein deutscher Violinist und Musikpädagoge. 
Geboren als Sohn eines Schlossers in Bredow, einem Vorort von Stettin, erhielt Saß von 1893 bis 1899 Unterricht am Konservatorium in Stettin bei Paul Wild. Anschließend war er 1899/1900 erster Violinist am Stettiner Stadttheater. 1900/1901 war er in Leipzig, wo er im Gewandhausorchester spielte und zugleich am Konservatorium Leipzig bei Hans Sitt Unterricht erhielt. Es folgten Engagements bei Orchestern in Davos (Schweiz), Wiborg (Großfürstentum Finnland), Pawlowsk (Russland), Sankt Petersburg (Russland) und Frankfurt am Main. 
1906 kehrte Saß nach Stettin zurück. Hier unterrichtete er Violine zunächst am Loewe-Riemann-Konservatorium und gründete dann 1909 sein eigenes Institut, die Deutsche Geigerschule Saß-Stettin. 
Saß veröffentlichte einige Schriften zum Erlernen des Geigenspiels. Ferner war er als Komponist tätig. 

## Schriften
- Zum Problem der Violintechnik. Eine Anleitung um in kurzer Zeit eine gute Technik zu erlangen. Leipzig 1913 (Nachdruck Dresden 2015, ISBN 3-95692-762-1).
- Das Geigerspiel. Betrachtungen über die verschiedenen Betätigungen des Geigers. Leipzig 1918.
- Neue Schule für Geiger zur Erleichterung des Anfangsunterrichts. Leipzig 1920.

## Belege
1. ↑  Standesamt Berlin-Charlottenburg: Sterberegister. Nr. 710/1951.

| Personendaten    | Personendaten                         |
| ---------------- | ------------------------------------- |
| NAME             | Saß, August Leopold                   |
| ALTERNATIVNAMEN  | Saß, August Louis Leopold             |
| KURZBESCHREIBUNG | deutscher Violinist und Musikpädagoge |
| GEBURTSDATUM     | 9. November 1874                      |
| GEBURTSORT       | Bredow, Kreis Randow                  |
| STERBEDATUM      | 27. Februar 1951                      |
| STERBEORT        | Berlin                                |